# Kurjalasläkten
Kurjalasläkten är benämningen på en medeltida svensk-finländsk adelssläkt knuten till gården Kurjala i Lampis socken i landskapet Egentliga Tavastland i nuvarande Finland. Den är utdöd sedan 1500-talets slut. Något egentligt släktnamn är inte känt, dess vapensköld återger främre hälften av en oxe.

## Historia
Den medeltida Kurjalasläkten är knuten till gården Kurjala i Lampis socken i nuvarande Tavastehus kommun i Finland. Karl Knutsson Bonde (Karl VIII) skall 16 augusti 1455 ha utfärdat ett frälsebrev åt Jöns Påvelsson på Kurjala gård. Hans hustru Margareta omnämns i ett dokument 1488.
Exakta släktband till senare medlemmar av släkten kan inte upprättas. En "hustru Karin av Kurjala" förde Kurjala med sig i boet då hon gifte sig  med Jöns Mikkelsson till Moisio i Lojo socken, som 1527 fick frälsebrev för Kurjala. Den senare förde efter sin far den med Kurjalasläkten förknippade vapenskölden, där den främre hälften av en oxe återges. Jöns Mikkelsson var dessförinnan gift med Anna Persdotter Ille (nr 60), och senare med Anna Engelbrektsdotter, som tidigare varit gift med borgmästaren i Åbo Erik Fleming (släkten Fleming). Karin av Kurjala i sin tur var tidigare gift med Hans (eller Johan) Viborg. Totalt hade Jöns Mikkelsson sju barn i sina tre äktenskap.
Man kan spekulera om sonen Mårten Jönsson egentligen var ett barn från Karin av Kurjalas första äktenskap med Hans Viborg, då han även kallas Mårten Viborg. Mårten finns uppförd i adelns rusttjänstregister för åren 1556 och 1562. Han anklagades av Erik XIV:s nämnd 1563 för att ha försummat att delta i Gustav Vasas begravning, Eriks kröning och dessutom för att ha underlåtit att följa med Erik XIV på hans resa till England "därtill han dock är vorden kallad till genom skrifvelser och andra bud". Han försvarade sig med att han inte tagit emot några sådana bud, på vilket flera andra finska adelsmän gick ed. Han levde ännu 1580 och var gift med Karin Nilsdotter, som var dotter till ståthållaren på Viborgs slott Nils Månsson Grabbe (uradel) och Kerstin Kurck (friherreliga ätten nr 16). Med Mårten Jönsson slöts släkten på svärdssidan.
Hans dotter Margareta Mårtensdotter till Kurjala var 1571 gift med ståthållaren på Nyslott och senare på Viborgs fästning Arvid Henriksson Tawast (n:r 64). Arvid Henriksson halshöggs 1599 i samband med Viborgs blodbad på grund av sin lojalitet med kung Sigismund i konflikten med hertig Karl, senare Karl IX. Margareta återfick 1614 av Karl IX de gods hon erhållit i morgongåva av sin make. Hon levde ännu 1615.